# Jevhen Konovalec
Evhen (Jevhen) Mychajlovyč Konovalec (ukrajinsky Евген Мих́айлович Конова́лець; 14. červenec 1890, v. Zaškiv, dnes Žovkevský rajón, Lvovská oblast, Ukrajina – 23. květen 1938, Rotterdam, Nizozemsko) byl ukrajinský politik a voják, vůdčí osobnost Organizace ukrajinských nacionalistů.

## Život

### Dětství a mládí

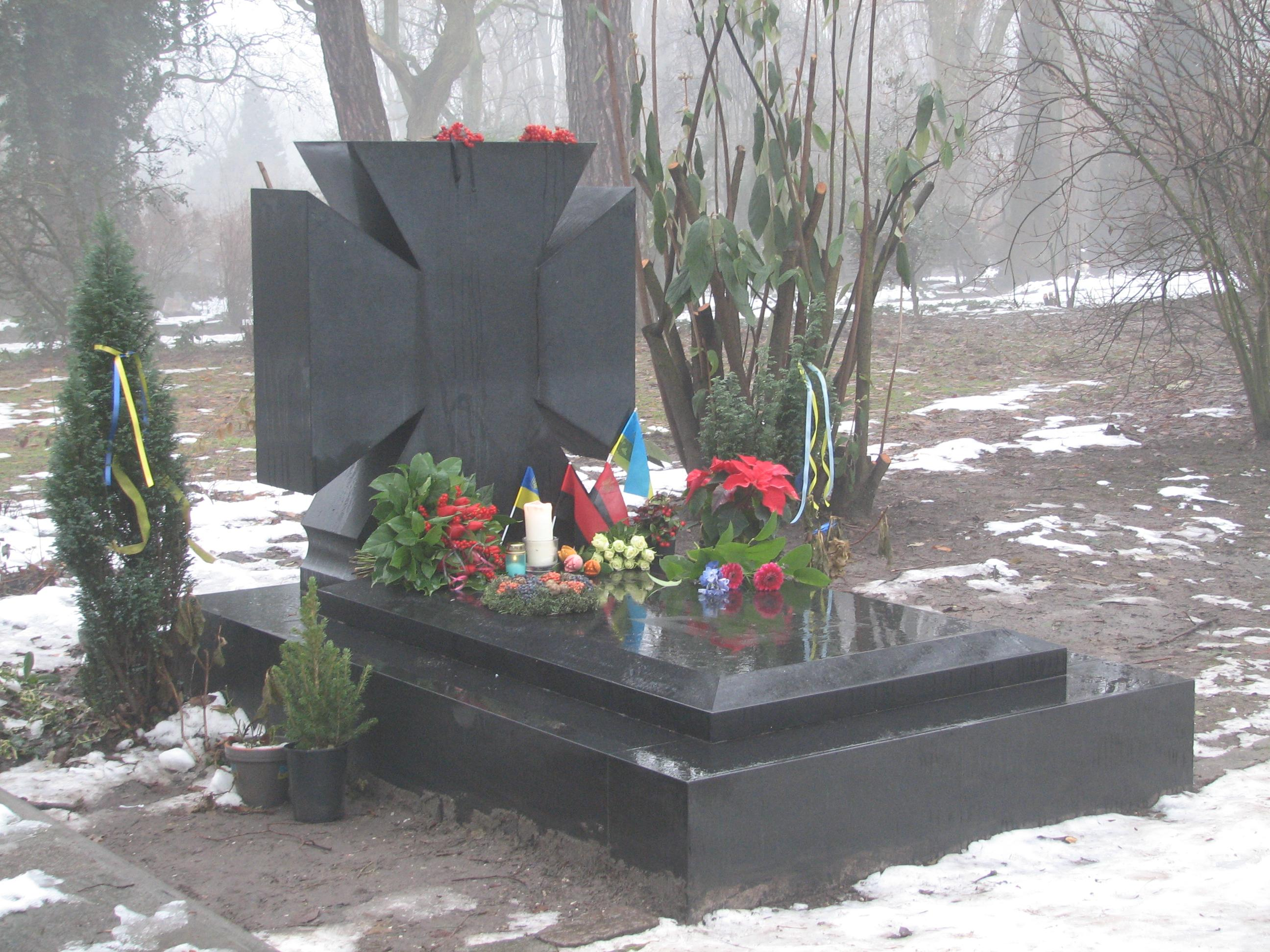
hrob J. Konovalece

Evhen (Jevhen) Mychajlovyč Konovalec se narodil ve vesnici Zaškiv (dnes Lvovská oblast, Ukrajina) v rodině inteligence.
Vystudoval veřejnou školu v Zaškivě a Lvovské akademické gymnázium (1901—1909). V 1909 roce nastoupil na právnickou fakultu Lvovské univerzity.
Na začátku první světové války byl mobilizován.

### Smrt
Byl zabit 23. května 1938 v Rotterdamu při bombovém útoku (zabiják - Pavel Sudoplatov, agent NKVD).
Je pohřben na rotterdamském hřbitově Crooswijk.